# Mostandklauw
De mostandklauw (Calathus cinctus) is een keversoort uit de familie van de loopkevers (Carabidae). De wetenschappelijke naam van de soort werd in 1850 gepubliceerd door Victor Ivanovitsch Motschulsky.